# La última vez que vi París
La última vez que vi París (The Last Time I Saw Paris) es una película romántica de 1954 producida por MGM, basada en el cuento de 1930 Babylon Revisited, de F. Scott Fitzgerald. La película fue dirigida por Richard Brooks y contó con Elizabeth Taylor, Van Johnson, Walter Pidgeon y Donna Reed como actores principales.

## Argumento
Hacia 1950, Charles (Van Johnson) conoce a una joven llamada Helen (Elizabeth Taylor), en París. Él es un escritor, ella vive con su padre y hermana. Se casan y tienen una hija, pero el trabajo de Charles no les da para comer. Un golpe de suerte cambiará sus vidas: al juego y al alcohol.

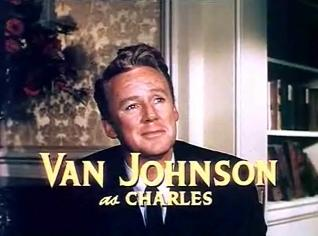
Presentación del actor Van Johnson en el reclamo de la película.